# Llac Disappointment
El llac Disappointment (anglès: 'Disappointment Lake', que significa literalment «llac Decepció») és un llac salat d'Austràlia, localitzat en la part central de l'estat d'Austràlia Occidental, a l'oest del desert de Gibson.
Va ser batejat per Frank Hann l'any 1897 mentre explorava Pilbara, al voltant del riu Rudall. Hann va notar que els rierols fluïen cap l'interior del continent, i els va seguir esperant trobar un gran llac d'aigua dolça; però en arribar, aquest era salat, provocant-li una decepció, d'on va sorgir el nom.
El llac és llar d'algunes espècies d'aus aquàtiques.